# Gothique (étymologie)
Pour les articles homonymes, voir Gothique.
 (juillet 2024).
Si vous disposez d'ouvrages ou d'articles de référence ou si vous connaissez des sites web de qualité traitant du thème abordé ici, merci de compléter l'article en donnant les références utiles à sa vérifiabilité et en les liant à la section « Notes et références ».
- Vers 1440 : Lorenzo Valla créa le mot pour désigner un style d'écriture. Le mot qualifia donc d'abord ce qui était « médiéval »; en effet, l'expression Moyen Âge n'apparut qu'en 1604.
- XVIe :
  - Giorgio Vasari appelle tedesco, « tudesque », les architectures médiévales.
  - Andrea Palladio distingue le plein cintre et l'ogive, en ne les classant pas chronologiquement.
- 1610 : un jésuite français traduit l'italien tedesco (selon le sens donné par Vasari) en latin par le mot gothieus.
- 1619 : premier emploi du mot gothique  en français.
- XVIIe et XVIIIe : le mot prend le sens péjoratif du mot « suranné ».
- XIXe : ogival et gothique  deviennent synonymes et qualifient l'architecture du XIIe à la Renaissance.